# اوکه فیاستاد
اوکه فیاستاد (سوئدی: Åke Fjästad; ۱۶ دسامبر ۱۸۸۷ – ۱۰ مارس ۱۹۵۶) بازیکن فوتبال اهل سوئد بود.